# Sœurs missionnaires eucharistiques de la Sainte Trinité
Les Sœurs missionnaires eucharistiques de la Sainte Trinité (en latin : Congregatio Missionariarum Eucharisticarum a Sanctissima Trinitate) forment une congrégation religieuse féminine enseignante et adoratrice de droit pontifical.

## Histoire
La congrégation est fondée le 20 novembre 1936 à Mexico par Pablo Maria Guzmán Figueroa (1897-1967), missionnaires de l'Esprit Saint, avec Enriqueta Rodríguez Noriega et le soutien de Félix de Jésus Rougier. Le 25 mars 1946, Martínez Rodríguez, archevêque de Mexico, érige la communauté en congrégation de droit diocésain.
Les sœurs sont les premières religieuses mexicaines à ouvrir des missions en Asie. Leur première maison en Chine est fondée en 1948, mais fermée trois ans plus tard par le parti communiste chinois ; la première fondation au Japon a lieu en 1949. 
L'institut est reconnu de droit pontifical le 25 mars 1985.

## Activités et diffusion
Les sœurs se consacrent à l'enseignement et à l'adoration eucharistique.
Elles sont présentes en:
- Amérique du Nord : Mexique, États-Unis.
- Amérique du Sud : Bolivie, Pérou.
- Asie : Japon.

La maison-mère est à Mexico.  
En 2017, la congrégation comptait 161 sœurs dans 21 maisons.